# Liste der Monuments historiques in Châteauneuf-de-Gadagne
Die Liste der Monuments historiques in Châteauneuf-de-Gadagne führt die Monuments historiques in der französischen Gemeinde Châteauneuf-de-Gadagne auf.

## Liste der Bauwerke
| Bezeichnung                    | Beschreibung                                                                 | Standort                                   | Kennzeichnung | Schutzstatus | Datum | Bild |
| ------------------------------ | ---------------------------------------------------------------------------- | ------------------------------------------ | ------------- | ------------ | ----- | ---- |
| Moulin de Blanchefleur Kapelle | ehemalige Mühle zum Bleichen von Stoff, die Kapelle stammt aus dem Jahr 1690 | Blanchefleur, chemin de Moulin-Neuf (Lage) | PA84000022    | Inscrit      | 1998  |      |